# Тыбъю (приток Вишеры)
Тыбъю (Тыбью) — река в России, протекает по Республике Коми. Устье реки находится в 242 км по левому берегу реки Вишера. Длина реки составляет 40 км.

## Данные водного реестра
По данным государственного водного реестра России относится к Двинско-Печорскому бассейновому округу, водохозяйственный участок реки — Вычегда от истока до города Сыктывкар, речной подбассейн реки — Вычегда. Речной бассейн реки — Северная Двина.
Код объекта в государственном водном реестре — 03020200112103000016514.